# Christina Nilsson

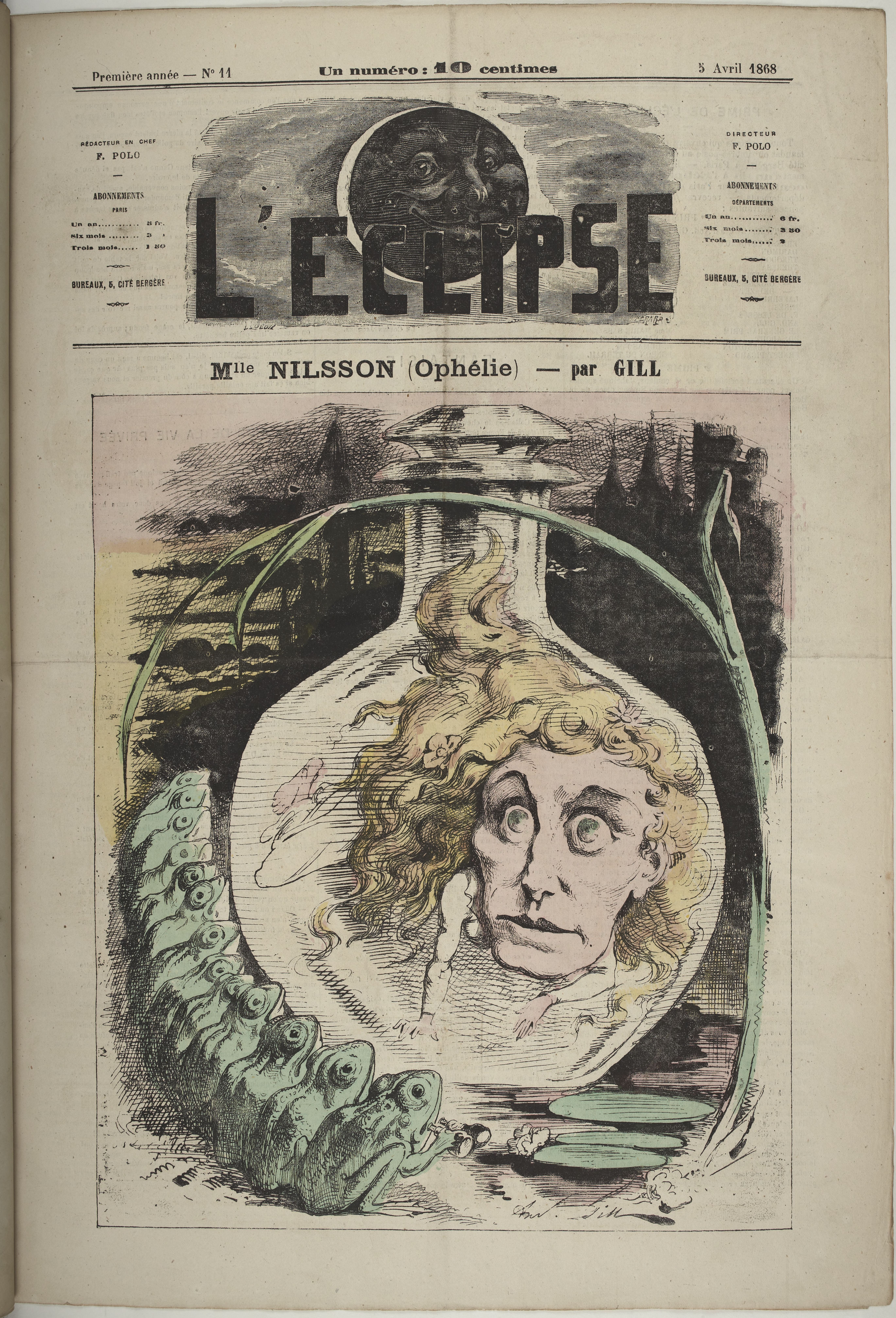
Nilsson com a Ofèlia, caricatura d'André Gill, 1868

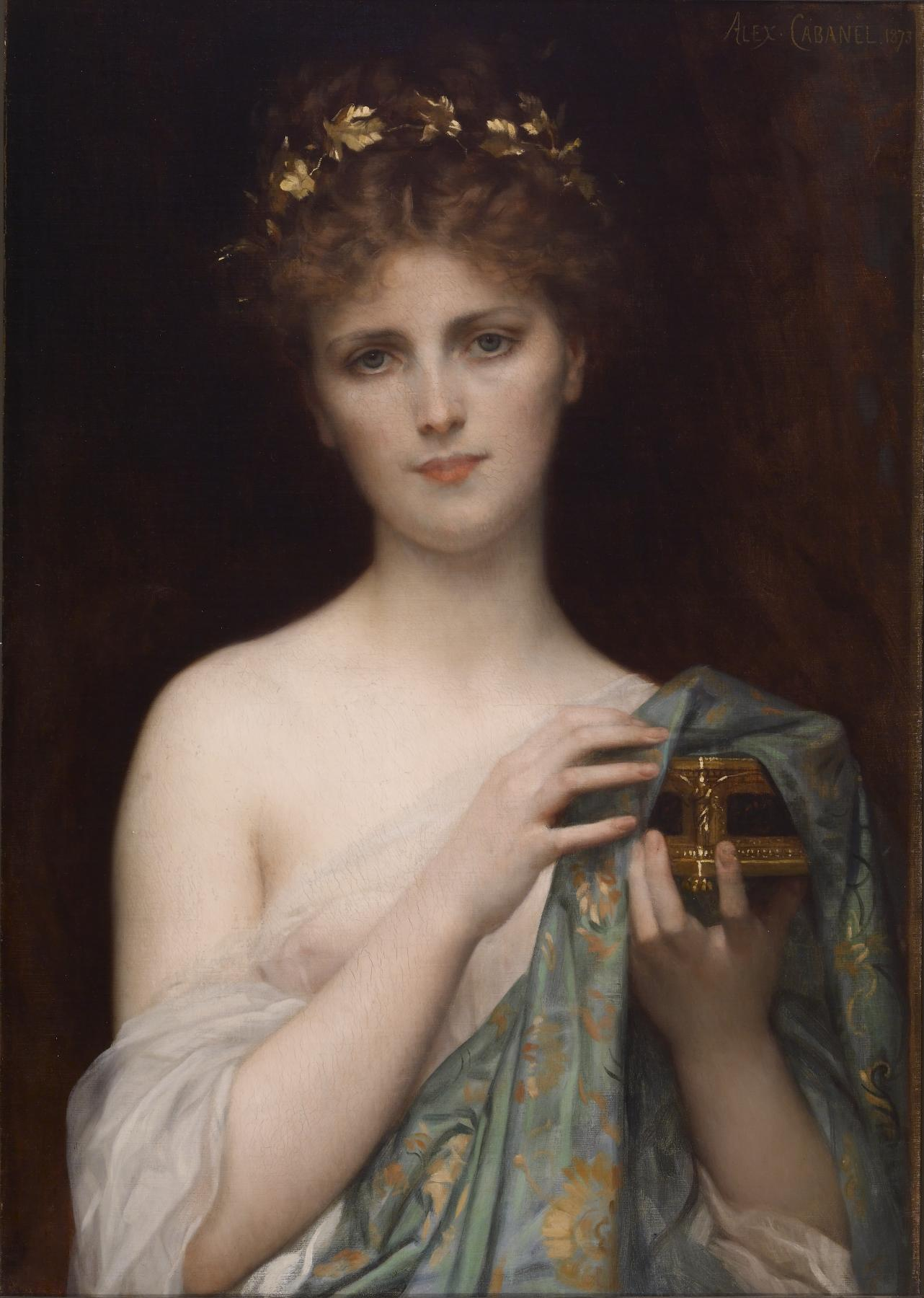
Pandora, d'Alexandre Cabanel, 1873. Nilsson va ser la model per a aquesta pintura.

Christina Nilsson, Comtessa de Casa Miranda, (Sjöabol, prop de Växjö, 20 d'agost de 1843 – Estocolm, 20 de novembre de 1921) va ser una cantant d'òpera sueca amb veu de soprano.
Va nàixer com a Kristina Jonasdotter en el llogaret de Sjöabol, prop de Växjö, Småland, filla dels camperols Jonas Nilsson i Cajsa-Stina Månsdotter. Va ser descoberta per un prominent funcionari, quan tenia només 14 anys, en veure-la tocar el violí en un mercat a Ljungby. Aviat va esdevenir el seu protector, facilitant-li l'accés als estudis de cant.
Va ingressar a l'escola de Halmstal i després a la d'Estocolm, on va estudiar amb Berwald. L'any 1860 va oferir concerts a Estocolm i Uppsala. Després de quatre anys d'estudi a París, on va ser deixebla de Félix Victor Massé, va debutar en l'òpera el 27 d'octubre de l'any 1864 amb el paper de Violetta a La Traviata, de Giuseppe Verdi, al Théâtre Lyrique de París. Després d'aquest èxit va cantar en els més importants teatres d'òpera a Londres, Sant Petersburg, Viena i Nova York. L'any 1868 va participar en l'estrena de l'òpera Hamlet, d'Ambroise Thomas. L'any següent va cantar Lucia di Lammermoor al Covent Garden. Després d'una gira per Amèrica va abandonar els papers d'agilitat pels de soprano lírica. Es va presentar en el Teatro Real de Madrid en la temporada 1879-1880, on va cedir els seus honoraris d'una funció d'abonament en benefici dels afectats per unes recents inundacions a Alacant i Múrcia. A Espanya també va instaurar el «premi Nilsson» per als millors alumnes de l'Escola de Cant i Declamació de Madrid. Va participar en la inauguració del Metropolitan Opera House, el 22 d'octubre de 1883, amb Faust, de Charles Gounod, en el paper de Marguerite.
Es va casar amb el banquer francès Auguste Rouzaud, que va morir l'any 1882. L'any 1887 es va casar amb Ángel Ramón María Vallejo y Miranda, Comte de Casa Miranda i camarlenc del rei d'Espanya, que va morir l'any 1902. A partir d'aquest matrimoni va ser coneguda com la Comtessa de Casa Miranda.
La seua veu era d'una puresa cristal·lina, àgil i justa en tots els registres. Va ser l'exacta contemporània d'Adelina Patti i va apadrinar i aconsellar Cecília Lussan.
Es va retirar definitivament l'any 1891 i va morir a Estocolm l'any 1921.
Hi ha moltes similituds entre Nilsson i el personatge de Christine Daaé en la famosa novel·la de Gaston Leroux El fantasma de l'Òpera, per la qual cosa se sospita que Leroux va basar la construcció del personatge en la vida real de la cantant, tot i que no n'hi ha proves definitives.